# Diplesiostigma particolor
Diplesiostigma particolor är en stekelart som beskrevs av Girault 1920. Diplesiostigma particolor ingår i släktet Diplesiostigma och familjen raggsteklar. Inga underarter finns listade i Catalogue of Life.